# Джойн

Реализация джойна двух отрезков (синего и зелёного) как подмножества в трёхмерном пространстве. Джойном является весь трёхмерный многогранник.

Джойн (от англ. join — «соединение») — конструкция в топологии, по двум топологическим пространствам дающая третье. Интуитивная интерпретация джойна — это множество всех отрезков, начинающихся в любой точке первого множества и заканчивающихся в любой точке второго.

## Определение
Для двух топологических пространств {\displaystyle A} и {\displaystyle B} джойн {\displaystyle A\ast B} определяется как факторпространство
{\displaystyle (A\times B\times [0,1])/\sim ,}
по минимальному отношению эквивалентности «{\displaystyle \sim }» такому, что
{\displaystyle (a,b_{1},0)\sim (a,b_{2},0)\quad {\mbox{при}}\quad a\in A\quad {\mbox{и}}\quad b_{1},b_{2}\in B,}
{\displaystyle (a_{1},b,1)\sim (a_{2},b,1)\quad {\mbox{при}}\quad a_{1},a_{2}\in A\quad {\mbox{и}}\quad b\in B.}
Таким образом, отображение из {\displaystyle (A\times B\times [0,1])/\sim ,} в джойн стягивает {\displaystyle A\times B\times \{0\}} на {\displaystyle A} и {\displaystyle A\times B\times \{1\}} на {\displaystyle B}.

## Примеры
- Джойн пространства {\displaystyle A} и точки {\displaystyle pt} называется конусом над {\displaystyle A} и обозначается {\displaystyle C(A)}.
- Джойн пространства {\displaystyle A} и нуль-мерной сферы {\displaystyle \mathbb {S} ^{0}} (то есть дискретного пространства из двух точек) называется надстройкой над {\displaystyle A} и обозначается {\displaystyle \mathbb {S} (A)}.
- Джойн двух сфер {\displaystyle \mathbb {S} ^{m}} и {\displaystyle \mathbb {S} ^{n}} — это сфера {\displaystyle \mathbb {S} ^{m+n+1}}.

## Свойства
- Конус над джойном двух пространств {\displaystyle A} и {\displaystyle B} гомеоморфен произведению их конусов. Иначе говоря,
{\displaystyle C(A\ast B)\cong C(A)\times C(B).}